# Alonso Gutiérrez de Madrid
Alonso Gutiérrez de Madrid   (Madrid, 1466 (Gregorià) - 24 de desembre de 1538 (Gregorià)) va ser un financer castellà, conseller de l'emperador Carles V.
Es desconeix el seu lloc de naixement, que podria haver estat Toledo o Madrid, i hauria nascut vers 1460. Va ser fill de Diego Ruiz de San Pedro i de Marina Gutiérrez. La família era d'origen judeoconvers i estava radicada a la ciutat de Toledo. Se'l documenta a partir de 1480 en la vida econòmica castellana, el 1485 s'ocupava de negocis a la comarca de Campo de Calatrava, com a recaptador i explotant les mines d'Almadén. Els seus negocis es fan més importants a partir de 1487, participant en l'arrendament de les rendes de Medina del Campo i altres partides fiscals. El 1504 era tresorer de la Casa de la Moneda de Toledo. Després va ser del consell de l'emperador Carles V i el seu tresorer general.
Va ser fundador d'una capella a l'església de Sant Martí amb l'advocació de la Mare de Déu de l'Encarnació. Es casà amb María de Pisa, natural de Madrid, i van tenir dos fills, Diego Gutiérrez, que va ser assassinat en una expedició a la província de Veraguas, i Gonzalo de Pisa, a cadascun dels quals els fou fundat un majorat. Va morir el 24 de desembre de 1538. Es va fer enterrar a la capella en un sepulcre d'alabastre, que va ser traslladat el 1684 a l'altar major, dins el presbiteri de l'església, al costat de l'evangeli.